# Modularer Software-Synthesizer
Modularer Software-Synthesizer ist die Bezeichnung für einen modularen Synthesizer, der als Software auf einem Computer emuliert wird. Die Verbindung zwischen den einzelnen Modulen wird per Maus auf dem Bildschirm vorgenommen und mit virtuellen Kabeln visualisiert. Der wesentliche Vorteil gegenüber den klassischen Hardware-Vorbildern ist, dass man beliebig viele Verkabelungs-Varianten abspeichern und jederzeit wieder abrufen kann.
Beispiele modularer Software-Synthesizer sind der Nord Modular des schwedischen Instrumentenbauers Clavia, Native Instruments’ Reaktor, die Software-Umsetzung des Moog Modular, das VST-Plugin Kamioooka sowie Sonigen.